# Pachamama speciosa
Pachamama speciosa is een vliesvleugelig insect uit de familie Trichogrammatidae. De wetenschappelijke naam is voor het eerst geldig gepubliceerd in 2004 door Owen & Pinto.